# 泰瑟尔
泰瑟尔（荷蘭語發音：[ˈtɛsəl]）是荷兰北荷兰省的一个市镇和岛屿。它是弗里西亚群岛中最大和人口最多的岛屿，也是这个延伸至丹麦的群岛中最西端的一个岛。该群岛中临近该岛的下一个岛是位于泰瑟尔北面的弗利兰岛（Vlieland）。

## 地名
“Texel”一名来自弗里斯兰语，但由于荷兰语历史上的发音变化，所有-x-的发音都被-s-发音所取代（例如将英语Fox，弗里斯兰语Fokse，德语Fuchs与荷兰语Vos进行对比），故该名的典型发音在荷兰语中为Tessel。.

## 地理
该岛屿包括7座村庄，即德科克斯多普（De Cocksdorp）、德库赫（De Koog）、德瓦尔（De Waal）、登堡（Den Burg）、登霍伦（Den Hoorn）、乌斯特伦德（Oosterend）、旧斯希尔德（Oudeschild）以及小的镇区，即巴尔亨（Bargen）、德内斯（De Nes）、Dijkmanshuizen，Driehuizen，Harkebuurt，'t Horntje，Midden-Eierland，Molenbuurt，Nieuweschild，Noorderbuurt，Ongeren，Oost，Spang，Spijkdorp，Tienhoven，Westermient，Zevenhuizen，和Zuid-Eierland。
该市镇也包括无人居住的北埃尔哈克斯（Noorderhaaks）拦门沙（bar (landform)|sand bar）。泰瑟尔岛，1415年获得城市权（City rights in the Netherlands|city rights），最初由两座岛屿组成，泰瑟尔位于南面，而艾尔兰（Eierland）在西北面，二者由浅滩（shoal）相连。17世纪，两岛被围垦（polder）后相连。如今，泰瑟尔成为北海和瓦登海之间最大的天然屏障。
泰瑟尔的沙丘景观是独一无二的野生生物的栖息地。泰瑟尔以其野生生物而著称，特别是冬季猛禽（bird of prey）和鹅（geese）来此居住。泰瑟尔三分之一左右地方皆为自然保护区。

## 交通
围绕该岛的交通典型的是自行车、巴士 （页面存档备份，存于）或轿车。泰瑟尔拥有庞大的自行车道网状系统。到泰瑟尔的交通通常为自登海尔德乘渡船（皇家TESO（Royal TESO）），或通过泰瑟尔国际机场（Texel International Airport）乘飞机。

## 历史
在中世纪早期及之前，泰瑟尔和维灵恩（Wieringen）可能相对都特别大并可以作为马尔斯水道（Marsdiep）的两岸相互接触，当时马尔斯水道是一条两岸均为固定土地的河流：见维灵恩历史。
有关泰瑟尔的著名战役有：
- 1653年 斯海弗宁恩战役（Battle of Scheveningen） - 第一次英荷战争期间。
- 1673年 泰瑟尔战役（Battle of Texel） - 第三次英荷战争期间。
- 1945年 泰瑟尔的格鲁吉亚人起义（Georgian Uprising of Texel） - 第二次世界大战期间。

1940年8月31日夜，泰瑟尔西北海域有两艘英国驱逐舰沉没，还有一艘受到了德国水雷的严重损坏，这被称为泰瑟尔灾难（Texel Disaster）。

## 旅游业
旅游业构成了泰瑟尔经济的主要部分。泰瑟尔岛上大约70%的活动都与旅游业有某种关系。泰瑟尔岛上受欢迎的旅游形式有骑自行车、步行、游泳和骑马。

## 地方政府
泰瑟尔市政委员会由15个席位组成，截止2014年4月分割如下：
- Texels Belang - 3席
- Texel 2010, 2席
- Sterk Texel, 1席
- 自由民主人民党 - 3席
- 基督教民主呼吁 - 1席
- 绿色左翼 - 1席
- 荷兰工党 - 3席
- 六六民主党 - 1席

## 画廊

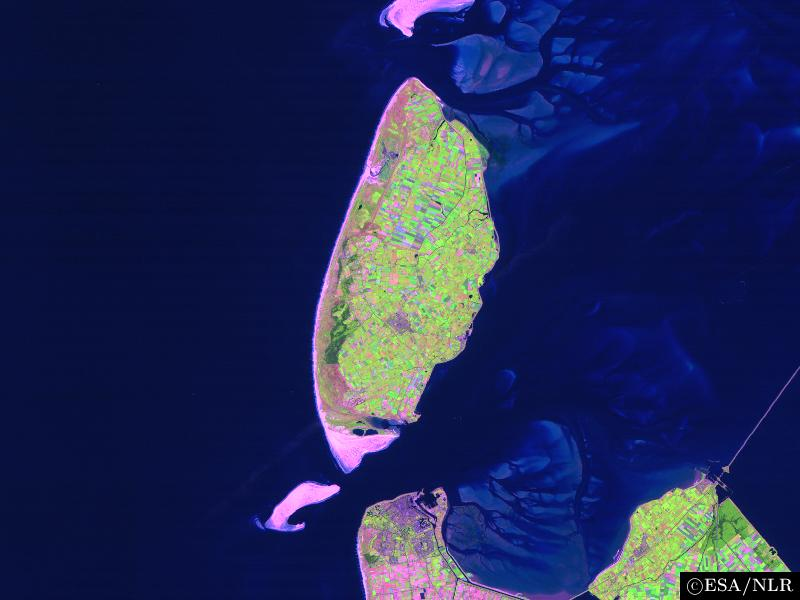
泰瑟尔岛及其周边的卫星图像
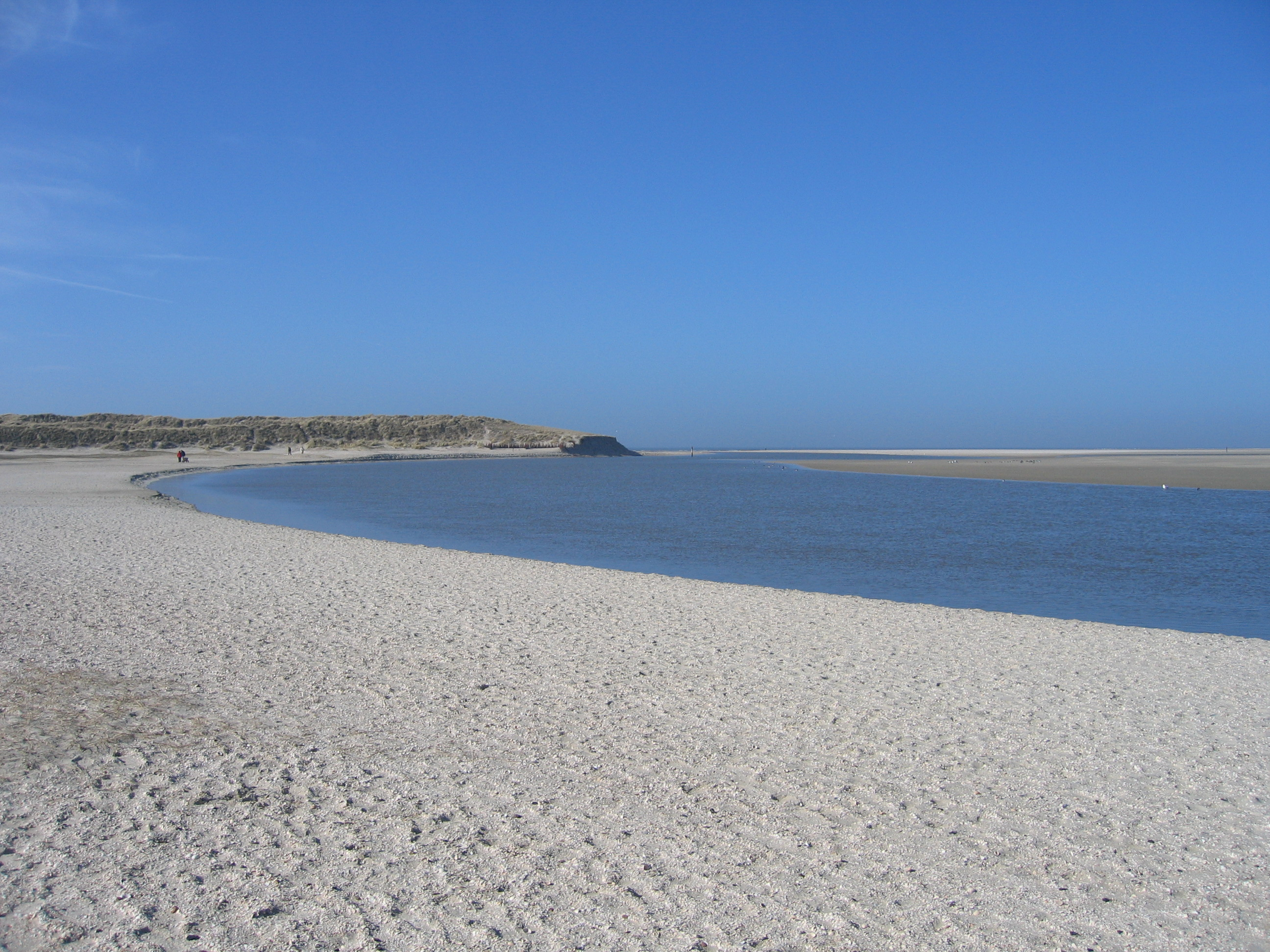
The Slufter
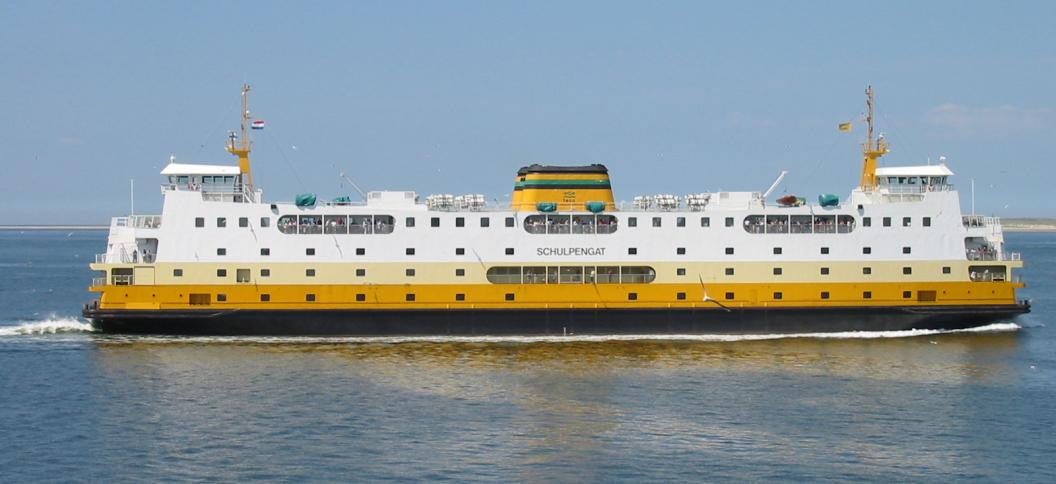
1991年渡船"Schulpengat"自登海尔德到泰瑟尔